# Culicia tenella
Espèce
Statut CITES
Culicia tenella  est une espèce de coraux appartenant à la famille des Rhizangiidae.

## Sous-espèces
Selon World Register of Marine Species (25 mars 2016), Culicia tenella comprend les deux sous-espèces suivantes :
- Culicia tenella natalensis Duncan, 1876
- Culicia tenella tenella Dana, 1846